# رودخانه سه
رودخانه سه (به انگلیسی: Sée) رودخانهای است که در فرانسه جریان دارد.